# Профсоюз домашней прислуги
Профсоюз домашней прислуги — общественная организация, созданная в марте 1917 года в Новониколаевске.

## История
Профсоюз был учреждён в Новониколаевске 9 марта 1917 года на организационном собрании домашней прислуги, в котором приняло участие 200 человек.
В комитет профсоюза были избраны Е. Шилина, М. Литрошенкова, В. Легколет, Д. Золотухина, Ю. Сакулина, В. Хохрякова. Председателем правления назначили Матрёну Пуляшкину.
Для защиты интересов профсоюза общее собрание направило в Новониколаевский Совет рабочих и солдатских депутатов 4 человека.
Профсоюз принимал активное участие в ноябрьских событиях 1917 года и манифестациях в честь годовщины свержения царской власти в марте 1918 года.
В период Временного Сибирского правительства подавляющая часть членов организации была арестована, в заключение попала и М. Пуляшкина, которую оставили в заключении, несмотря на её болезнь и просьбы профсоюза об освобождении.
27 сентября 1918 года состоялось общее собрание профсоюзов ресторанных работников и домашней прислуги, на котором было решено «соединить два Союза, Домашних и Ресторанных служащих, в один общий Союз, ресторанных служащих выделить в отдельную секцию». В данном документе Профсоюз домашней прислуги упоминается в последний раз, дальнейшая судьба объединения неизвестна.

## Деятельность
Деятельность союза заключалась в защите различных интересов его членов. Профсоюз требовал определение минимальных ставок труда и установление восьмичасового рабочего дня. Организация добилась минимальной ставки в 30 рублей в месяц для кухарок, для горничных (в зависимости от возраста) при полном содержании — от 10 до 20 рублей в месяц.
Профсоюз вёл борьбу за прекращение работы Частного бюро труда, нормирование работы сторожей и кучеров, а также за выплату сверхурочных для домашней прислуги.
Организация разрабатывала «Договоры условий труда», «Договоры найма» и профессиональные уставы, свои проекты союз выносил на общее собрание, в Городское народное собрание и Совет рабочих и солдатских депутатов.
У профсоюза были представители в Комиссии по удалению с должностей, на Городской бирже труда, в городской страховой кассе безработных, Совете профсоюзов и Материальной примирительной камере.
Объединение обучало своих членов грамоте в собственной школе, занималась просвещением посредством добровольных сборов.
Кроме собственных интересов профсоюз помогал и другим гражданам: члены организации добились снятия с должности грубого и равнодушного к проблемам детей директора приюта «Ясли», внесли предложение о реквизиции Переселенческой больницы в пользу города.
Профсоюз защищал интересы деревенских жителей, приезжавших на заработки в Новониколаевск.

## Состав
В состав профсоюза входили горничные, прачки, сторожа, дворники, кучера, позднее его членами стали сиделки и банщики.